# Галичницьке весілля

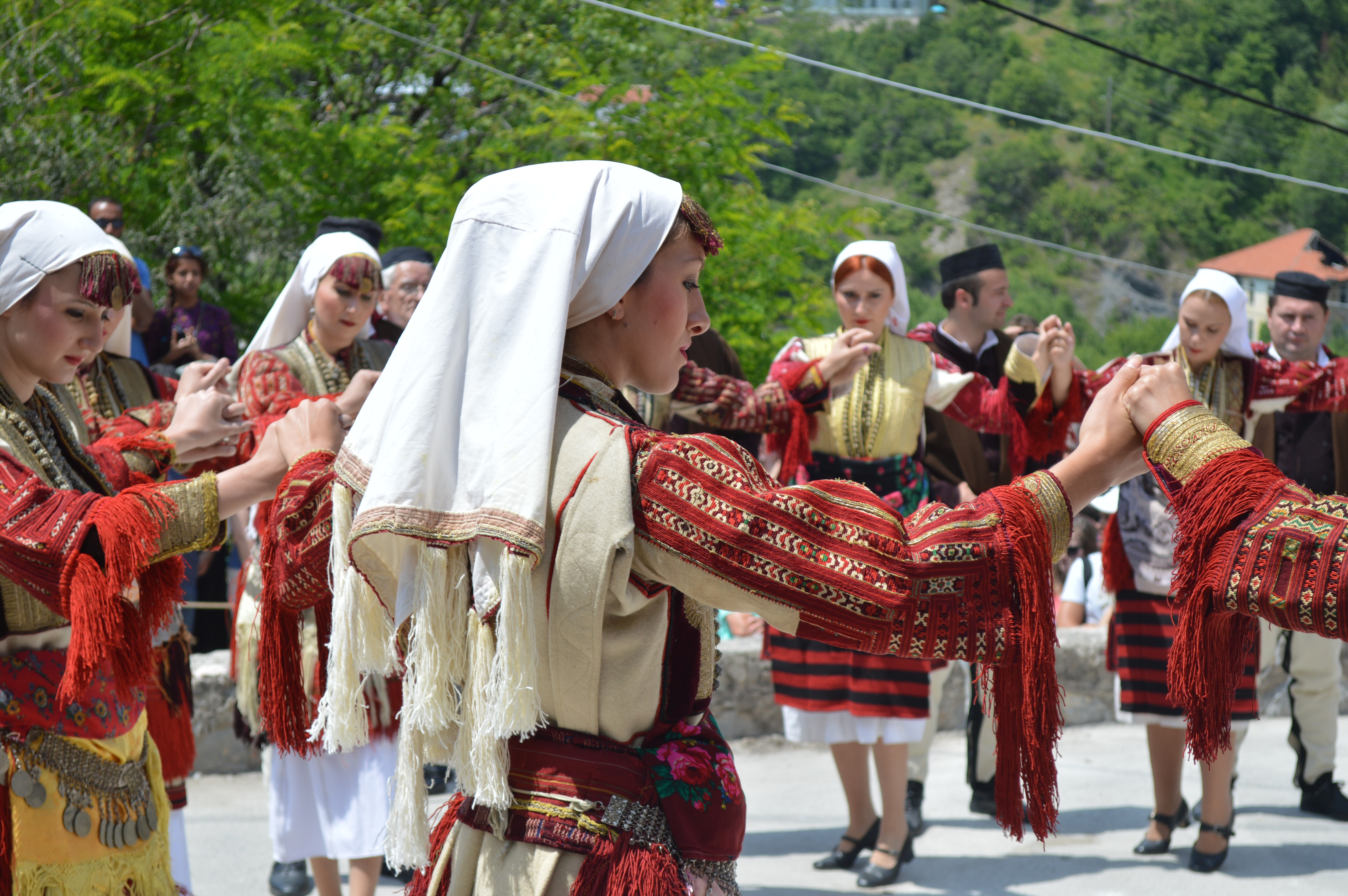
Галичницьке весілля

Галичницьке весілля (мак. Галичка свадба) — народний македонський звичай села Галичник (община Маврово і Ростуша) справляти весілля на день Петра. У XXI столітті звичай є туристичною визначною пам'яткою села, знаходиться під захистом ЮНЕСКО.
Головними учасниками дійства є 20 молодих пар, які одружуються (їх відбирають на конкурсній основі). Всі рідні молодят під час святкування одягають традиційні костюми.
Під час весілля здійснюється понад 30 давніх обрядів, серед яких «свршувачка» або «вршачка» (заручини), «китење на куќата» (прикраса будинку квітами), «ставање бајрак», «замесување погача» (замішування обрядового хліба), «канењето на мртвите» (запрошення померлих предків), «бричење на зетот» (гоління нареченого), «строј за невестата» (оглядини нареченої), «чекањето на тапаните» (гра на барабанах), «свекрвино оро» (танець свекрухи), «носењето на невестата на вода» (несення нареченої до води), «гледање низ прстен» (коли наречений приходить в будинок до нареченої).

## Галерея

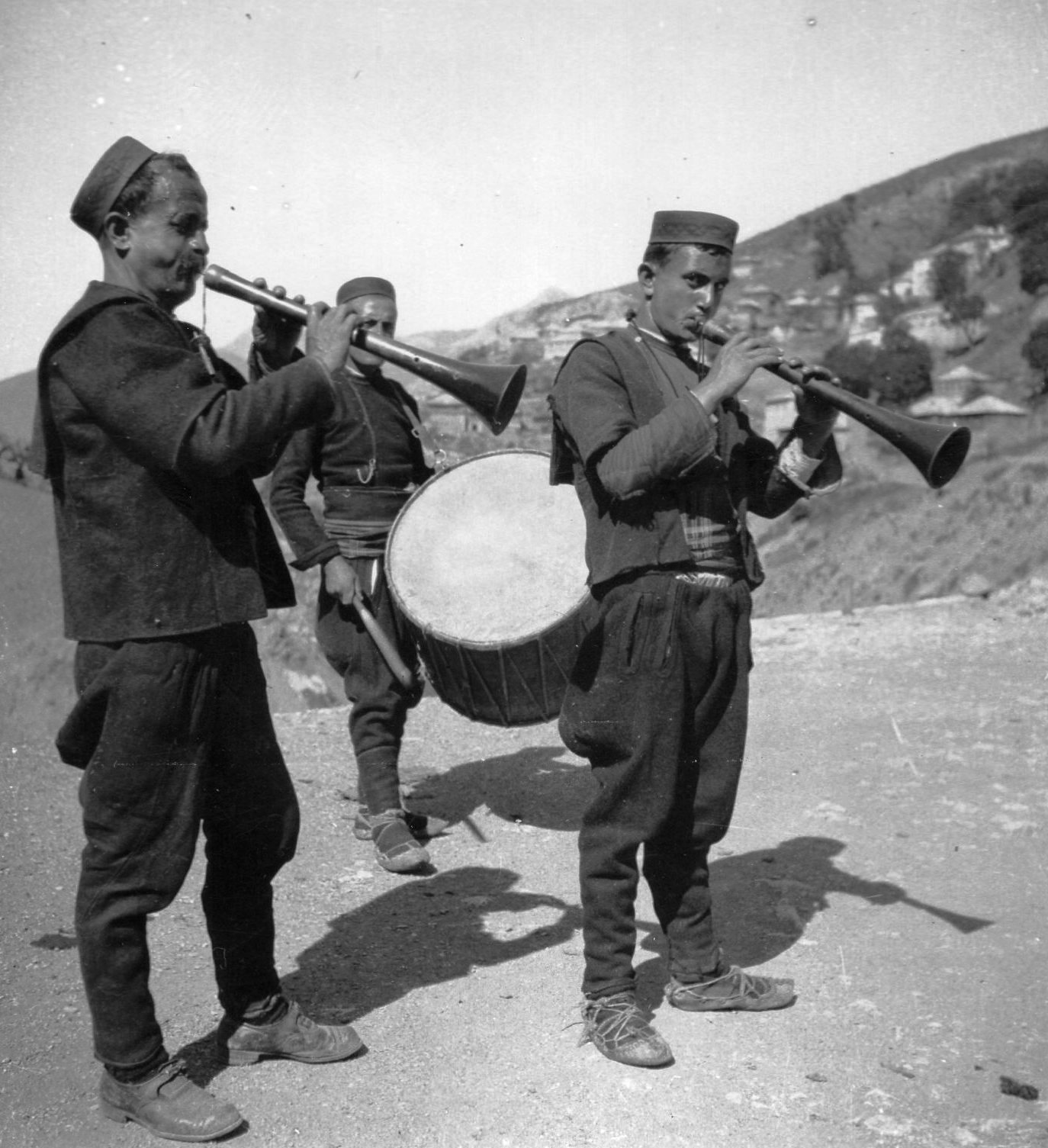
Галичницьке весілля, 1930
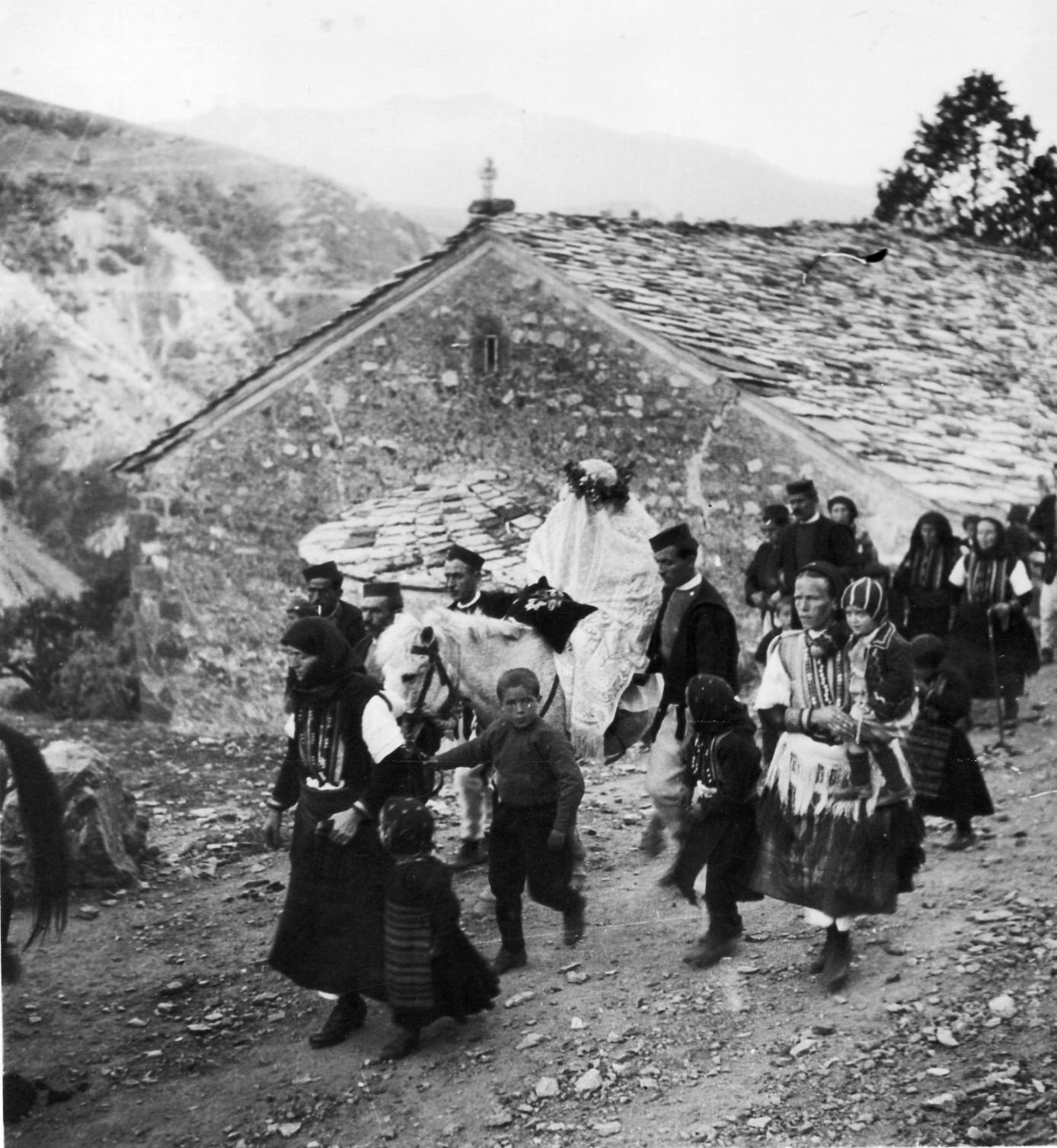
Галічнікське весілля, 1930
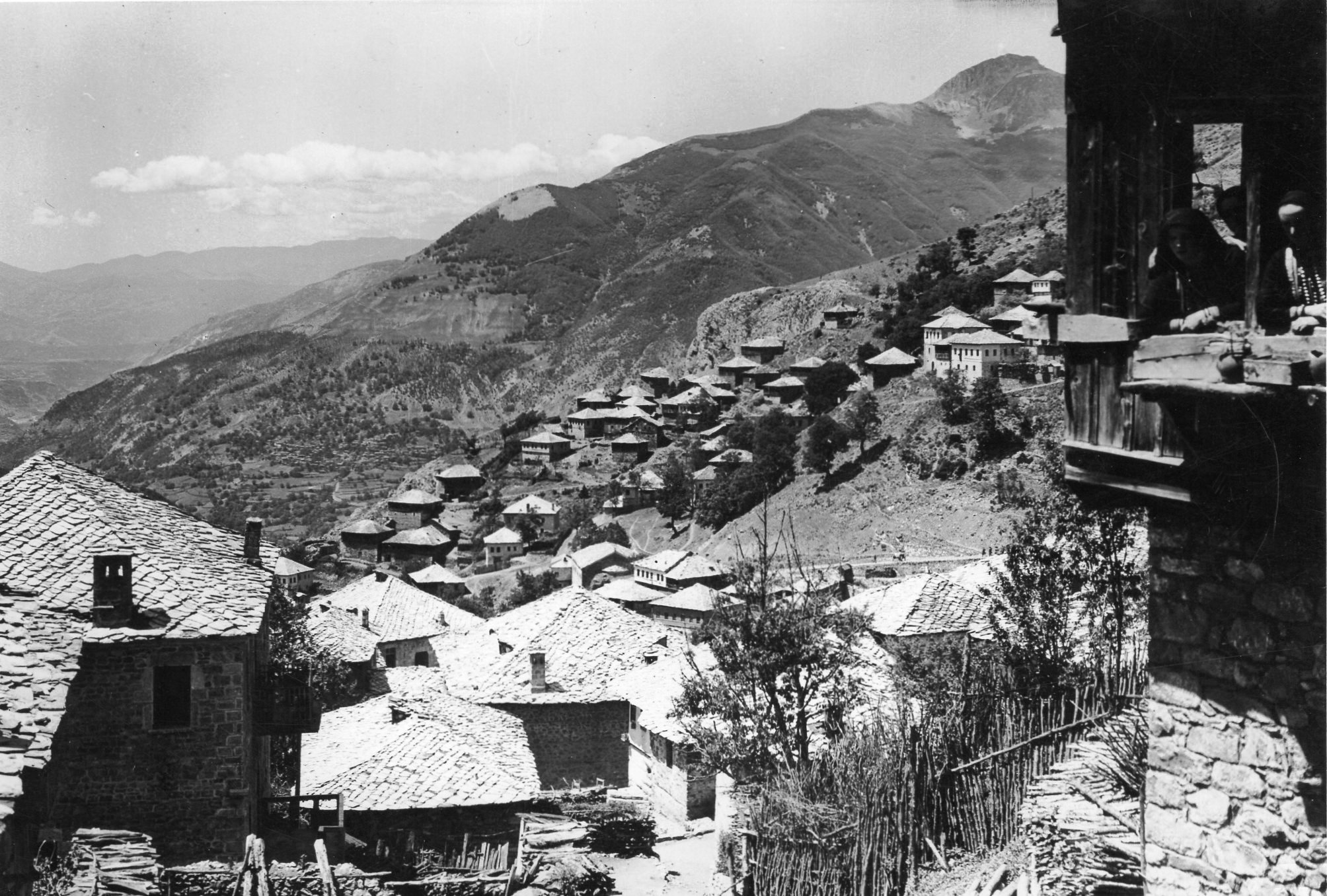
Галичник